# 饱受折磨的艺术家
饱受折磨的艺术家是一种定型角色，也是外界對某些藝術家的刻板印象，这类藝術家因对艺术、他人或整个世界感到失望而长时间处于痛苦之中。這類人也時常被人懷疑是否患有精神疾患。有人認為一個人的创造力可能與他的精神健康有關。据说一些精神疾患，如雙相情緒障礙症、精神分裂症，曾对部分艺术家的工作产生过积极影响。文森特·梵高是一位广为人知的“饱受折磨的艺术家”，有专家认为他就是个思覺失調患者。有人認為古希腊哲学家柏拉图是第一位饱受折磨的艺术家。
曾有各项研究发现，创意产业从业者罹患精神疾病的比例要高出平均值好几倍。西伦敦大学学者维多利亚·蒂施勒（Victoria Tischler）提出，创意产业通常工资低、工时长，易引发精神健康问题。